# Schildwacht

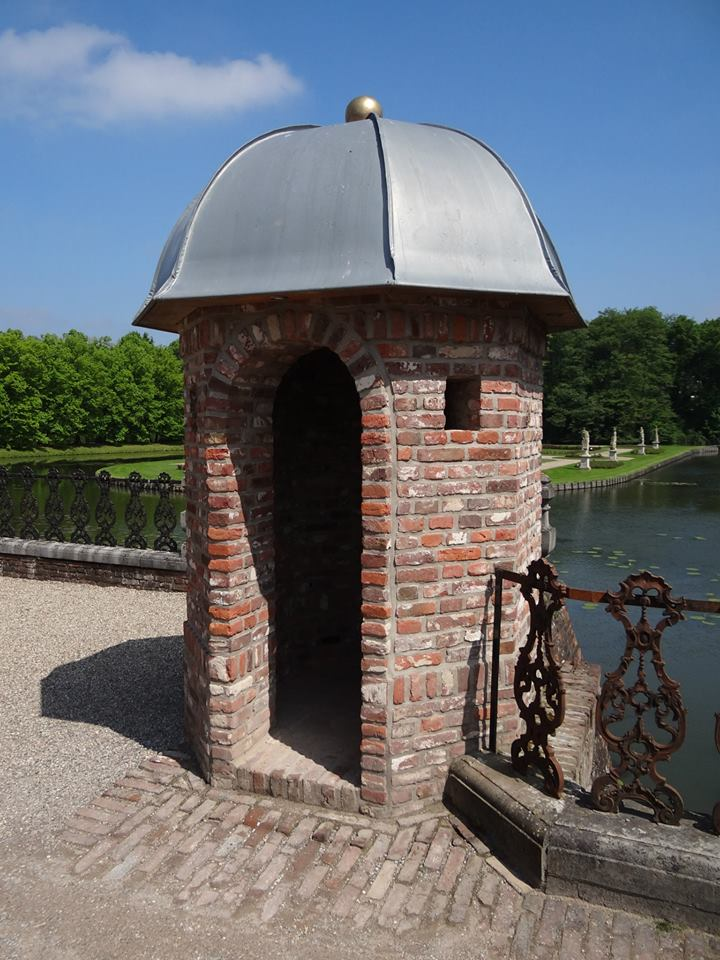
Stenen schilderhuisje op de brug van Kasteel Anholt

Een schildwacht (niet te verwarren met een portier) is oorspronkelijk de "wachter bij de schilden". Daarna een gewapende infanterist, die tot bewaking van een voorwerp of tot waarneming van een terreingedeelte werd opgesteld. Een schildwacht bij de cavalerie wordt vedette genoemd.

## Geschiedenis
Er zitten nogal wat regels en voorschriften waaraan een schildwacht moet voldoen, die internationaal nogal kunnen verschillen. De aflossing van de wacht is tegenwoordig in veel landen een ceremoniële traditie of zelfs een toeristische attractie geworden.

### Nederland
Voor Nederland golden onder andere de volgende regels. Bij elke toegang van een militaire plaats, zolang die geopend was, moest een schildwacht of een met portiersdienst belaste militair worden geplaatst. Als officieren passeerden moest hij twee passen rechts van zijn schilderhuis staan (dubbele schildwachten tussen de schilderhuizen) voor het brengen van een groet. Vedetten moesten hun paarden laten stilstaan. Hij mocht niet verder dan dertig passen van zijn schilderhuis staan en alleen bij zeer ongunstig weer mochten de schildwachten in het schilderhuis schuilen. Voor het brengen van eerbewijzen en bij het naderen van aflossing, patrouilles of verdachte personen moesten zij het schilderhuis tijdig verlaten. Een schildwacht mocht op zijn post niet zingen, fluiten, zitten, lezen of zonder noodzaak met iemand spreken.  Een schildwacht die werd aangevallen, zou indien nodig, van zijn wapen gebruik moeten maken. Bij bedreiging moest hij op een besliste toon waarschuwen, dat hij (indien nodig) zijn wapen zou gaan gebruiken. Een wachtdienst duurde in de regel vierentwintig uur, aflossing vond plaats om de twee uren.